# همین الان راه برو
«همین الان راه برو» (انگلیسی: Walk Right Now) یک آهنگ است که در سال ۱۹۸۱ توسط جکسون‌ها نوشته، تولید و اجرا شده و به‌عنوان چهارمین و آخرین تک‌آهنگ از آلبوم این گروه، پیروزی منتشر شد.